# 58499 Stüber
58499 Stüber è un asteroide della fascia principale. Scoperto nel 1996, presenta un'orbita caratterizzata da un semiasse maggiore pari a 2,5475374 UA e da un'eccentricità di 0,1439475, inclinata di 12,90008° rispetto all'eclittica.